# Сосье, Жоселин
Жоселин Сосье (фр. Jocelyne Saucier, род. 27 мая 1948, Clair, Нью-Брансуик) — канадская писательница и журналистка из Квебека.

## Карьера
Получив образование в области политологии в Университете Лаваля, Сосье работала журналисткой в регионе Абитиби-Темискаминге в Квебеке, прежде чем в 1996 году опубликовала свой дебютный роман La Vie comme une images. Эта книга стала финалистом премии генерал-губернатора за французскую художественную литературу на церемонии вручения наград генерал-губернатора 1996 года. Её второй роман, Les Héritiers de la mine, стал финалистом премии Франция-Квебек в 2001 году, а её третий роман, «Жанна на дорогах», стал финалистом премии генерал-губернатора 2006 года. Её четвёртый роман, Il pleuvait des oiseaux, получил Приз Франции-Квебек, Приз Ринге, Приз континентов Франкофонии, Приз лекторов Канадского радио и литературную премию от студентов коллежей, в то время как «And the Birds Rained Down», его английский перевод Ронды Маллинз, стал финалистом премии генерал-губернатора за перевод с французского на английский язык на церемонии вручения наград генерал-губернатора 2013 года.
Il pleuvait des oiseaux был выбран для участия в выпуске Le Combat des livres 2013 года, где его отстаивала танцовщица и телеведущая Женевьев Герар. А Марта Уэйнрайт защищала Birds Rained Down в выпуске Canada Reads за 2015 год.
В 2019 году в кинотеатрах вышла экранизация романа «Il pleuvait des oiseaux» режиссёра Луизы Аршамбо.